# Tarata (Perù)
Tarata è un comune del Perù, situato nella Regione di Tacna e capoluogo della Provincia di Tarata.